# Schötz
Schötz é uma comuna da Suíça, no Cantão Lucerna, com cerca de 3.222 habitantes. Estende-se por uma área de 10,84 km², de densidade populacional de 297 hab/km². Confina com as seguintes comunas: Alberswil, Ebersecken, Egolzwil, Ettiswil, Gettnau, Kottwil, Nebikon, Ohmstal, Wauwil.
A língua oficial nesta comuna é o Alemão.

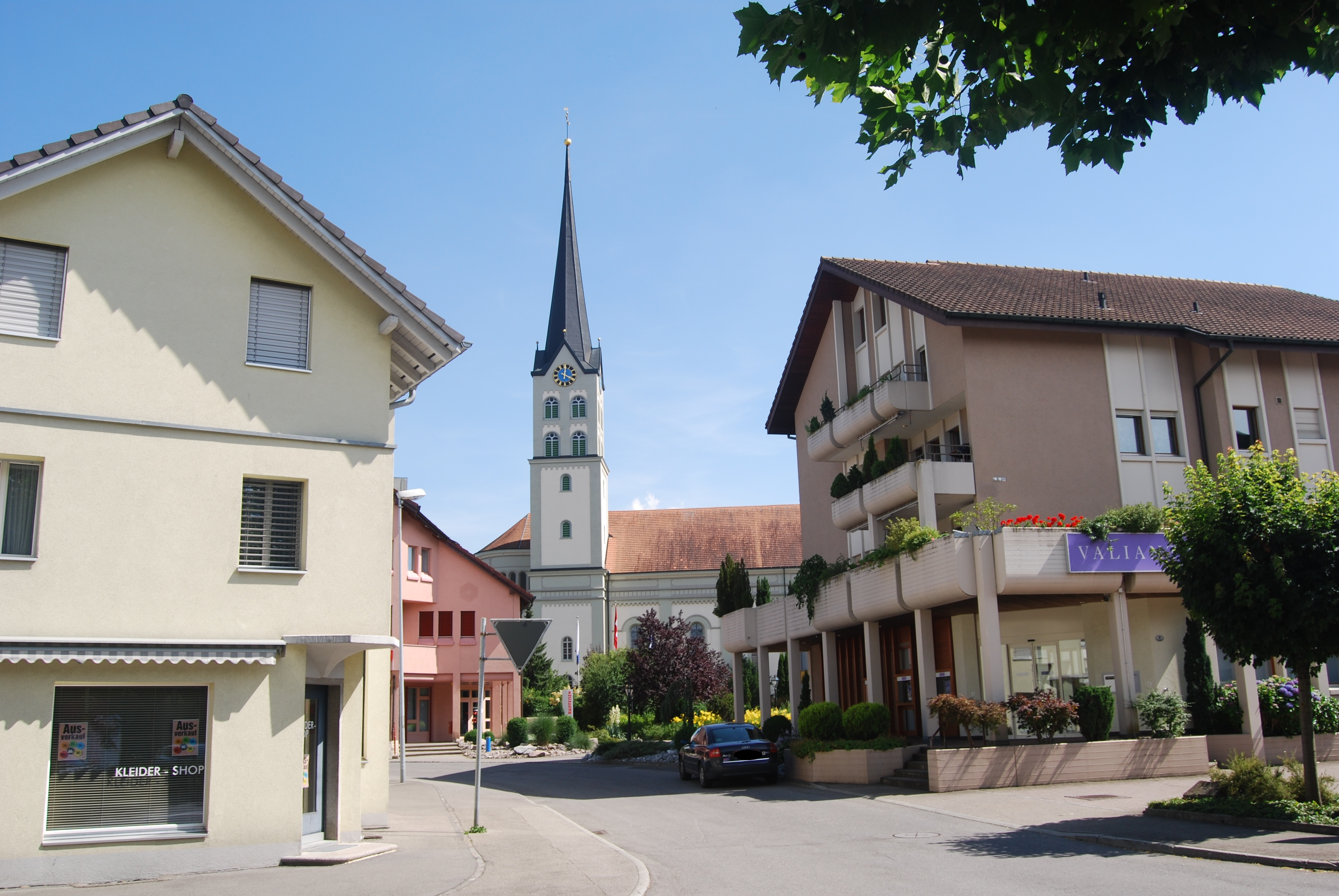
Schötz.